# Elhadj Moussa Diallo

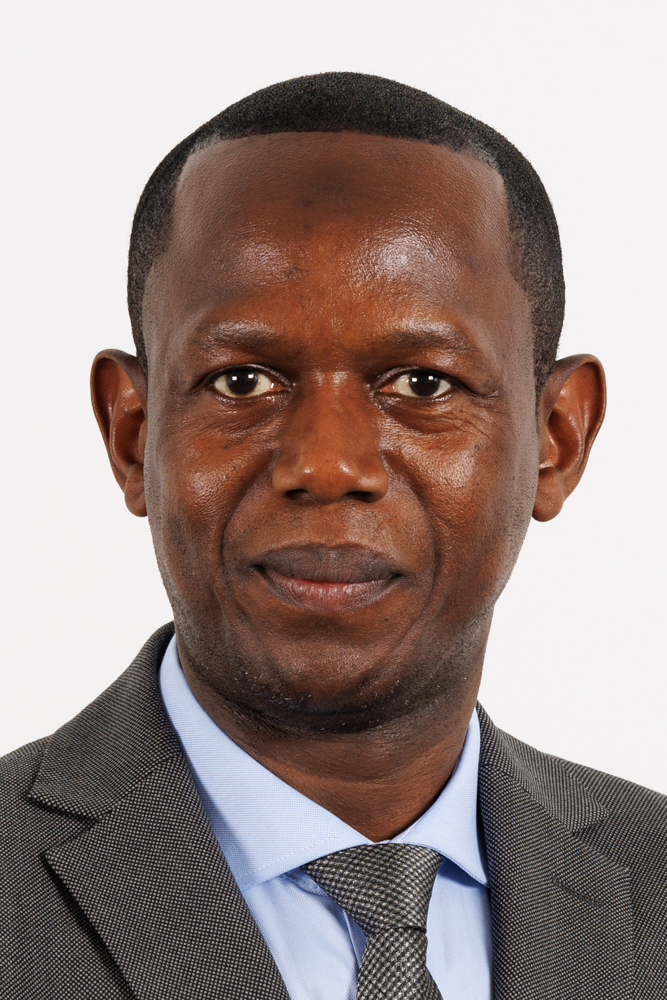
Elhadj Moussa Diallo

Elhadj Moussa Diallo (Gaoual (Guinee), 1 januari 1976) is een Belgisch politicus voor Les Engagés.

## Biografie
Diallo werd geboren en groeide op in het Afrikaanse land Guinee, waar zijn vader parlementslid was. Hij behaalde er een baccalaureaat secundair onderwijs aan het lyceum van Labé en een pregraduaat aan het college in Koumbia, alsook in 1999 een universitair diploma in de biochemie aan de universiteit van Conakry, de hoofdstad van Guinee. In het kader van zijn studies trok hij vervolgens naar Brussel, waar hij een diploma in de economische wetenschappen, optie boekhouden en bedrijfsbeheer behaalde. Ook verkreeg hij een getuigschrift in het beheer van de gemeentefinanciën. 
Na zijn studies vestigde Diallo zich definitief in België. Na lange tijd in de privésector te hebben gewerkt, ging hij in 2009 aan de slag in de publieke diensten. Eerst werd hij leraar economie in het secundair onderwijs en daarna boekhoudkundig beheerder-econoom in twee scholen van de Franse Gemeenschap. In februari 2012 trad Diallo vervolgens in dienst voor de stad Brussel, als budgettair beheerder en boekhouder op de dienst Financiën en bij de preventiedienst Bravvo. Hij bleef aan de slag voor de stad tot in 2024.
Diallo werd tevens zeer actief in het verenigingsleven en engageerde zich rond de domeinen sociale cohesie, integratie, samenleven en ontwikkelingssamenwerking, met name in zijn geboorteland Guinee. Hij werd ook actief in de politiek en trad in 2012 toe tot het cdH, tot 2022 de voorloper van Les Engagés. Hij was voor deze partij kandidaat bij de federale verkiezingen van mei 2014, de gemeenteraadsverkiezingen van oktober 2018 in Ukkel en de Brusselse gewestverkiezingen van mei 2019, maar werd telkens niet verkozen. IN maart 2023 werd hij door toenmalig Les Engagés-voorzitter Maxime Prévot benoemd tot gezant voor ontwikkelingssamenwerking en Sub-Saharaanse kwesties.
Bij de Brusselse gewestverkiezingen van juni 2024 werd Diallo voor Les Engagés verkozen in het Brussels Hoofdstedelijk Parlement. Daar was hij van juni tot september 2024 secretaris en is hij sinds september 2024 voorzitter van de commissie Economische Zaken. Tevens werd hij als deelstaatsenator afgevaardigd naar de Senaat.
Sinds december 2024 is Diallo tevens gemeenteraadslid van Brussel. In de gemeenteraad werd hij fractievoorzitter voor zijn partij.